# Romain Dujardin
Romain Dujardin (ur. 7 czerwca 1977) – francuski matematyk, od 2016 profesor Uniwersytetu Piotra i Marii Curie (obecnie Sorbonne Université). Zajmuje się układami dynamicznymi – w szczególności dynamiką holomorficzną – i teorią ergodyczną.

## Życiorys
W latach 1996–2000 studiował w École normale supérieure de Paris. W roku 2002 uzyskał  stopień doktora na Université Paris-Sud, promotorem doktoratu był Nessim Sibony. Pracował na kilku francuskich uczelniach, obecnie (od 2016) jest profesorem Sorbonne Université.
Swoje prace publikował m.in. w „Mathematische Annalen”, „Duke Mathematical Journal” i „American Journal of Mathematics” oraz najbardziej prestiżowych czasopismach matematycznych świata: „Annals of Mathematics” i „Inventiones Mathematicae". Jest redaktorem „Communications of the AMS” i „Journal of Modern Dynamics”. 
W 2022 roku wygłosił wykład sekcyjny na Międzynarodowym Kongresie Matematyków, a w 2019 był wyróżnionym prelegentem (keynote speaker) na konferencji Dynamics, Equations and Applications (DEA 2019). 